# Angelus ad Virginem
Angelus ad Virginem è un canto di Natale medievale, il cui testo parla dell'Annunciazione a Maria.
L'autore, anonimo, compose il testo in latino, tra il XII e il XIV secolo.
È incluso, con il numero 6, nella raccolta Carols for Choirs 3: Fifty Christmas Carols, con arrangiamento di David Willcocks.

## Testo
Angelus ad Virginem 

subintrans in conclave, 

virginis formidinem 

demulcens, inquit: "Ave, 

ave regina virginum, 

coeli terraeque dominum 

concipies et paries intacta, 

salutem hominum; 

tu porta coeli facta, 

medela criminum." 

"Quomodo conciperem, 

quae virum non cognovi? 

Qualiter infringerem, 

quae firma mente vovi?" 

"Spiritus sancti gratia 

perficiet haec omnia; 

ne timaes, sed gaudeas secura, 

quod castimonia 

manebit in te pura, 

Dei potentia." 

Ad haec virgo nobilis 

respondens inquit ei: 

"Ancilla sum humilis 

omnipotentis Dei. 

Tibi coelesti nuntio, 

tanta secreti conscio, 

consentiens et cupiens videre 

factum quod audio, 

parata sum parere 

Dei consilio." 

Angelus disparuit 

et statim puellaris 

uterus intumuit 

vi partus salutaris. 

Qui, circumdatus utero 

novem mensium numero, 

hinc exiit et iniit conflictum, 

affigens humero 

crucem, qua dedit ictum 

hosti mortifero. 

Eia Mater Domini, 

quae pacem redidisti 

angelis et homini, 

cum Christum genuisti! 

Tuum exora filium 

ut se nobis propitium 

exhibeat et deleat peccata, 

praestans auxilium, 

vita frui beata 

post hoc exsilium.